# Сандро Коїс
Сандро Коїс (італ. Sandro Cois; нар. 9 червня 1972, Фоссано) — італійський футболіст, що грав на позиції півзахисника.
Виступав, зокрема, за клуби «Торіно» та «Фіорентина», а також національну збірну Італії.
Триразовий володар Кубка Італії. Володар Суперкубка Італії з футболу. Володар Кубка Мітропи.

## Клубна кар'єра
Народився 9 червня 1972 року в місті Фоссано. Вихованець футбольної школи клубу «Фоссано».
У дорослому футболі дебютував 1988 року виступами за команду клубу «Савільянезе», в якій провів один сезон, взявши участь у 18 матчах чемпіонату.
Своєю грою за цю команду привернув увагу представників тренерського штабу клубу «Торіно», до складу якого приєднався 1989 року. Відіграв за туринську команду наступні п'ять сезонів своєї ігрової кар'єри. За цей час виборов титул володаря Кубка Італії, ставав володарем Кубка Мітропи.
У 1994 році уклав контракт з клубом «Фіорентина», у складі якого провів наступні вісім років своєї кар'єри гравця. Більшість часу, проведеного у складі «Фіорентини», був основним гравцем команди. За цей час додав до переліку своїх трофеїв ще два титули володаря Кубка Італії.
Протягом 2002—2003 років захищав кольори команди клубу «Сампдорія».
Завершив професійну ігрову кар'єру у клубі «П'яченца», за команду якого виступав протягом 2003 року.

## Виступи за збірну
У 1998 році дебютував в офіційних матчах у складі національної збірної Італії. Протягом кар'єри у національній команді, яка тривала усього 2 роки, провів у формі головної команди країни 3 матчі.
У складі збірної був учасником чемпіонату світу 1998 року у Франції.
| Дата       | Місто   | Господарі | Результат | Гості       | Турнір           | Голи | Примітки |
| ---------- | ------- | --------- | --------- | ----------- | ---------------- | ---- | -------- |
| 28/01/1998 | Катанія | Італія    | 3 – 0     | Словаччина  | товариський матч | -    | 55'      |
| 16/12/1998 | Рим     | Італія    | 6 – 2     | Зірки світу | товариський матч | -    | 46'      |
| 10/02/1999 | Піза    | Італія    | 0 – 0     | Норвегія    | товариський матч | -    | 46'      |
| Усього     |         | Матчів    | 3         |             | Голів            | 0    |          |

## Титули і досягнення
- Володар Кубка Італії (3):

«Торіно»: 1992–93: «Фіорентіна»: 1995–96, 2000–01
- Володар Суперкубка Італії з футболу (1):

«Фіорентіна»: 1996
- Володар Кубка Мітропи (1):

«Торіно»: 1991